# Città di Forlì V 2022
Il Città di Forlì V 2022 è stato un torneo maschile di tennis giocato sul cemento indoor. È stata la 9ª edizione del Forlì Challenger – la 5ª del 2022 – facente parte della categoria Challenger 80 nell'ambito dell'ATP Challenger Tour 2022, con un montepremi di 45 730 €. Si è disputato al Tennis Villa Carpena di Forlì, in Italia, dal 21 al 27 febbraio 2022.

## Partecipanti

### Teste di serie
| Nazionalità          | Giocatore        | Ranking* | Testa di serie |
| -------------------- | ---------------- | -------- | -------------- |
| Rep. Ceca            | Tomáš Macháč     | 115      | 1              |
| Bosnia ed Erzegovina | Damir Džumhur    | 140      | 2              |
| Italia               | Salvatore Caruso | 150      | 3              |
| Germania             | Mats Moraing     | 153      | 4              |
| Francia              | Hugo Grenier     | 157      | 5              |
| Ucraina              | Illja Marčenko   | 160      | 6              |
| Belgio               | Zizou Bergs      | 169      | 7              |
| Italia               | Franco Agamenone | 179      | 8              |

* Ranking al 14 febbraio 2022.

### Altri partecipanti
I seguenti giocatori hanno ricevuto una wild card per il tabellone principale:
- Matteo Arnaldi
- Flavio Cobolli
- Stefano Napolitano

Il seguente giocatore è entrato in tabellone usando il ranking protetto:
- Juan Pablo Ficovich

Il seguente giocatore è entrato in tabellone con una special exempt:
- Tim van Rijthoven

Il seguente giocatore è entrato in tabellone come alternate:
- Brayden Schnur

I seguenti giocatori sono passati dalle qualificazioni:
- Andrea Arnaboldi
- Elmar Ejupović
- Gianmarco Ferrari
- Francesco Maestrelli
- Michael Mmoh
- Alexander Ritschard

Il seguente giocatore è entrato in tabellone come lucky loser:
- Jelle Sels

## Campioni

### Singolare
Jack Draper ha sconfitto in finale  Alexander Ritschard con il punteggio di 3–6, 6–3, 7–6(8).

### Doppio
- Marco Bortolotti /  Vitaliy Sachko hanno sconfitto in finale  Victor Vlad Cornea /  Fabian Fallert con il punteggio di 7–6(5), 3–6, [10–5].